# Геллой
Геллой або Хелой — дух жіночої природи в міфології, фольклорі та релігії Мейтей. Геллої виглядають як красиві молоді жінки. Вони часто обманюють чоловіків, щоб вони займалися з ними сексом. Це найсильніші серед жіночих духів. Вони можуть викликати захворювання. Геллой часто відомі своєю чарівною красою, екологічною врівноваженістю та спокушанням й підпорядкуванням чоловіків. Hellois іноді розглядаються як злі духи в образах прекрасних дівчат.
Геллой Тарет (літ. Сім Геллоїс) — сім сестер. Вони залишаються в густих чагарниках або темних і дрімучих лісах. Вони також живуть в інших місцях дикої природи, таких як річки та луки.

## У міфології Мейтей

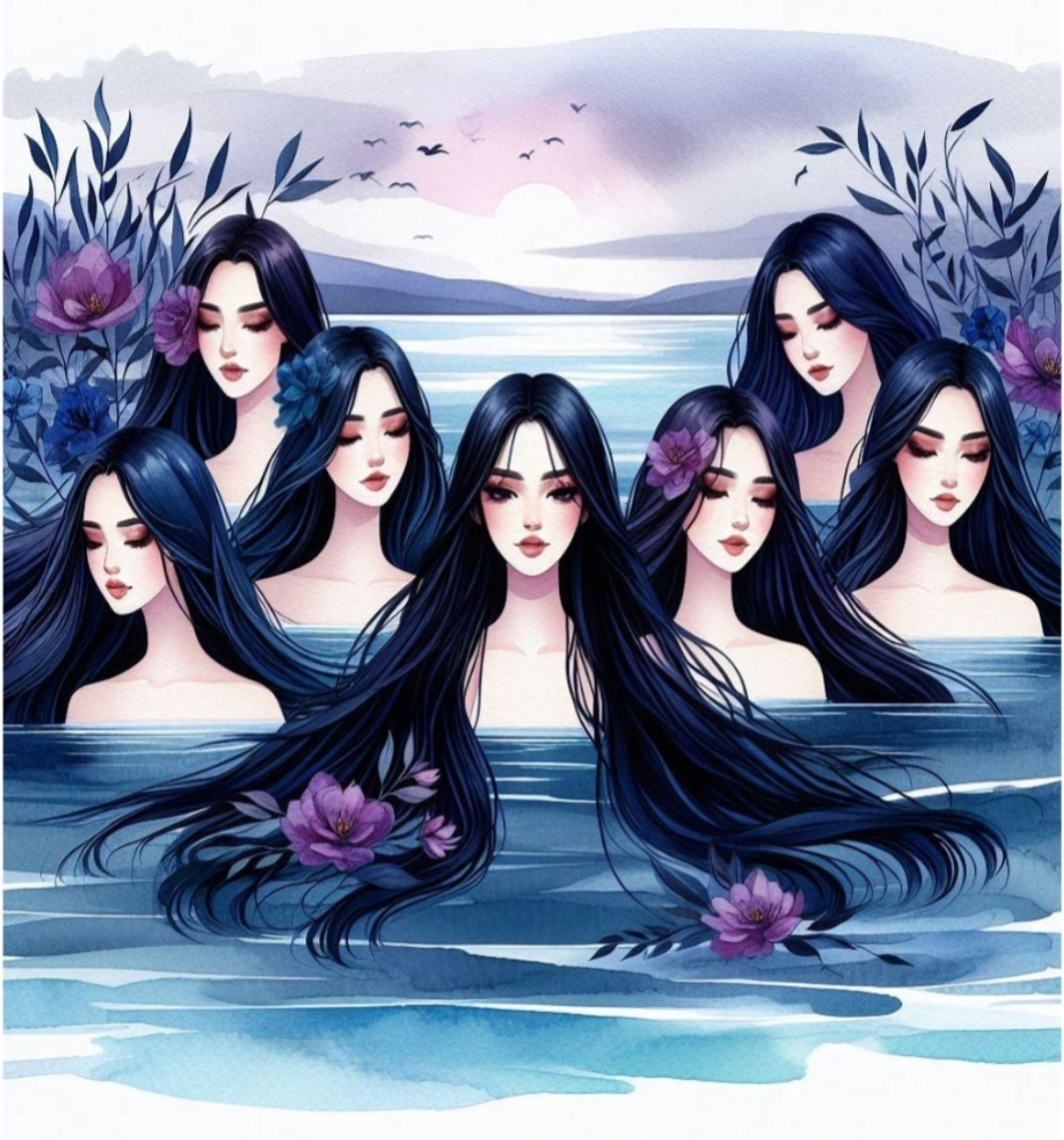
Геллой

Геллой є одним із найпоширеніших жіночих духів, які вірять у міфології та фольклорі Мейтей. На думку майба (священиків), Геллої є найсильнішими жіночими духами. Вони можуть поширювати хвороби, особливо інфекції, що передаються статевим шляхом. Геллой, зазвичай, нападає на чоловіків і викликає розлад розуму. Від чоловіків у таких жінок можуть захворіти статеві органи. За повір'ями, найбільша кількість таких нападів припадає на березень і квітень. Це час святкування Яошан, весняного свята. У той же час події Табал Чонгба виконують як чоловіки, так і жінки.

## У релігії Мейтей
Геллей Окнаба (літ. Зустріч з Хеллоіс в Мейтей) — одна з найпоширеніших подій зустрічі з надприродними істотами в народних оповіданнях Мейтей. Конфлікти з Геллеями часто роблять життя нещасливим. У таких випадках можливе захворювання, психічні розлади і тимчасове божевілля. Якщо таких людей не лікують належним чином майба або майбі, симптоми можуть тривати довго. Це може призвести до постійного божевілля (розумового порушення). Той, хто зустрічає Геллой, часто діє алогічно та втрачає розум. Наприклад, потерпілий може не впізнати членів своєї сім'ї та друзів. Однак жертви все ще могли спілкуватися з самим Геллоями. Дух не може довго покинути жертву. Вона вимагатиме щось натомість, щоб залишити жертву. Таким чином, Геллої шукають свої потреби, заворожуючи людей.
Майба проводять обряди та ритуали, щоб запобігти напади Геллоїв на чоловіків. Вони годують духів фекаліями тварин і якоюсь спеціально приготовленою ритуальною їжею.

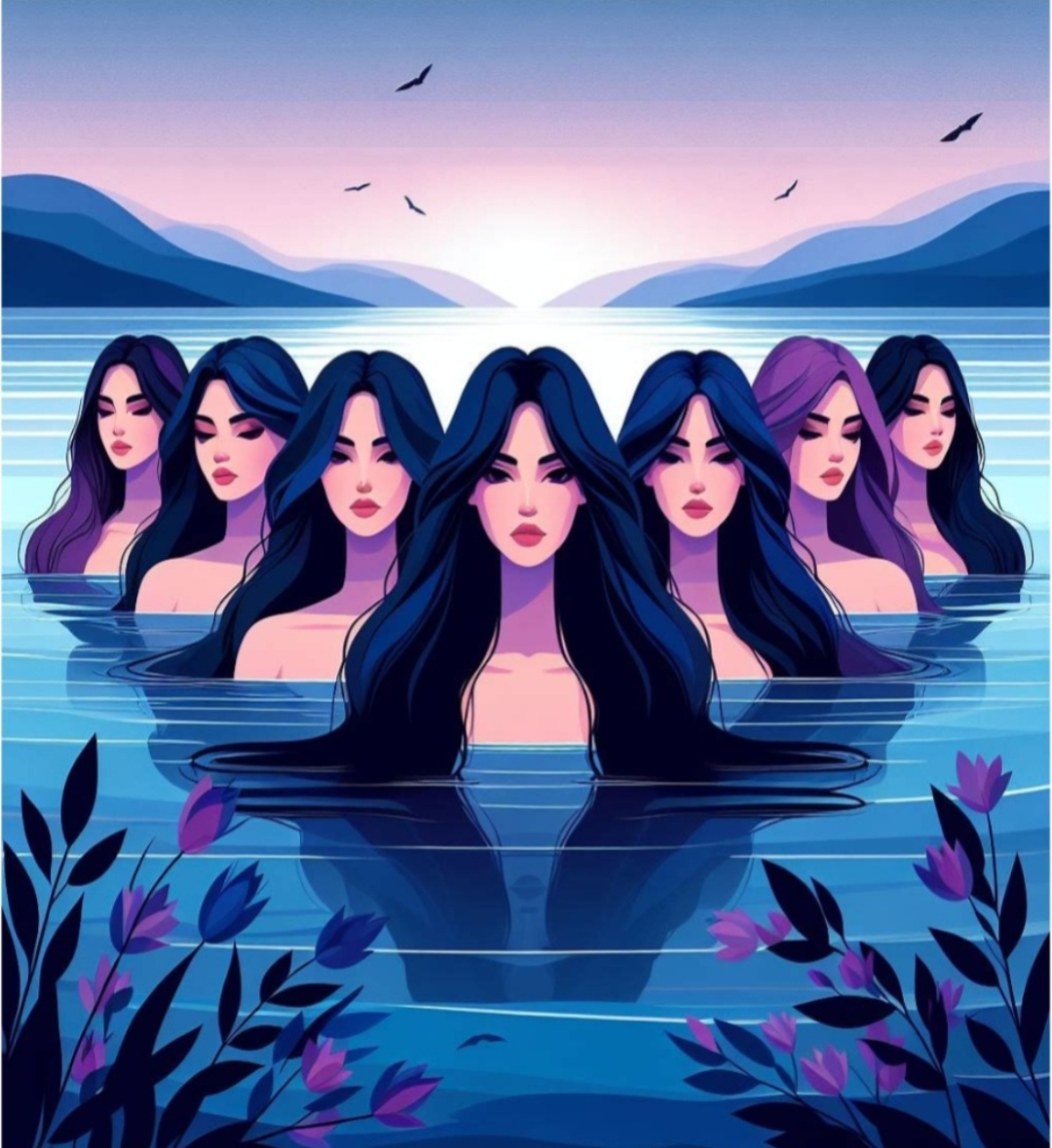
Геллой

## Геллоїси та Хінгчабіс
Геллоїси та Хінгчабіс — це дві найпопулярніші форми жіночих духів у міфології та фольклорі Мейтей. Але ці дві міфічні істоти майже не схожі одна на одну. Геллої — мандрівні духи. З іншого боку, Хінгчабіси живуть всередині деяких жінок. Вони викривали свої надприродні сили в тілах жертв. Вони спричиняють хвороби, душевні страждання, нещастя, а іноді навіть смерть.

## Інші веб-сайти
- Sharma, H. Surmangol (2006). Learners' Manipuri-English dictionary.Heloi. dsal.uchicago.edu. Архів оригіналу за 2 березня 2022. Процитовано 2 березня 2022.
- Helloy. www.e-pao.net. Архів оригіналу за 10 серпня 2019. Процитовано 1 березня 2022.
- Lairembi Khuntarol The story of humankind and living plants By James Khangenbam. e-pao.net. Процитовано 1 березня 2022.
- Heloi ArtWork by Laishram Meena 201312. e-pao.net. Архів оригіналу за 3 квітня 2022. Процитовано 1 березня 2022.